# 유럽의 술 선호도

2016년에 1인당(15세 이상) 술 소비량(순수 알코올 1리터)을 기준으로 선호하는 술의 유형별로 분류된 유럽 국가들의 지도.
포도주
맥주
증류주

지배적인 술 소비 패턴과 전통적으로 선호하는 술의 유형에 따라 분류한 유럽 국가들의 지도
포도주를 마시는 국가/지중해 패턴)
맥주를 마시는 국가/중부 유럽 패턴)
증류주를 마시는 국가/동유럽 및 북유럽 패턴)
덴마크와 슬로바키아는 맥주를 마시는 국가 또는 증류주를 마시는 국가로 분류된다.

유럽의 술 선호도(영어: alcohol preferences in Europe)는 맥주, 포도주, 증류주에 대한 선호도에 따라 국가별로 차이가 난다. 이러한 선호도는 전통적으로 특정 지역과 연결되어 있다. 따라서 중부 유럽의 술 소비 패턴은 맥주를 마시는 것과 관련이 있으며, 지중해 지역의 술 소비 패턴은 포도주를 마시는 것과 관련이 있고, 동유럽 또는 북유럽의 술 소비 패턴은 증류주를 마시는 것과 관련이 있다. 그러나 맥주가 전 세계적으로 가장 인기있는 술이 되었기 때문에 전통적인 선호도가 반드시 현재의 음주 경향과 일치하지는 않는다.

## 증류주를 선호하는 국가
보드카 벨트로 알려진 다음의 국가들은 증류주, 특히 보트카의 주요 생산자이자 소비자이다.
- 스웨덴
- 노르웨이
- 아이슬란드
- 핀란드[7]
- 에스토니아[8]
- 라트비아
- 리투아니아
- 러시아[9]
- 벨라루스
- 우크라이나
- 폴란드[10] (맥주도 선호함)
- 슬로바키아 (맥주도 선호함)

이 지역의 남쪽 경계는 저지대에서 1월 등온선이 −2 °C에 해당한다. 슬로바키아, 폴란드, 우크라이나 및 러시아 남부 일부 지역을 제외하고는 포도 재배가 불가능하거나 매우 어렵다. 보드카를 선호하는 유럽 연합(EU) 국가들은 EU 보드카의 70% 이상을 생산한다.
보드카에 대한 선호도는 보통 보드카의 역사적인 고향인 중부 및 동부 유럽의 슬라브 국가와 깊이 관련되어 있다. 폴란드와 러시아는 음료의 발명에 관해 가장 자주 관련되는 국가이다. 19세기 이전에 보드카는 그 당시 대부분의 국가에서 전체 인구의 대다수를 차지하는 농민들 사이에서 흔히 볼 수 있는 "국민 음료"로 간주되었으며, 귀족들은 덜 서민적인 것으로 간주되는 수입 와인이나 다른 술을 선호했다. 16세기로 거슬러 올라가는 폴란드 보드카의 일종인 주브루프카와 같은 예외가 있다. 이 보드카는 일찍이 18세기 초에 농민 뿐만 아니라 귀족들 사이에서 인기를 얻었다.
알렉스 드 종게(Alex de Jonge)는 소련에 관한 그의 책에서 "지리적 알코올 중독자(geoalcoholics)"라는 개념을 자세히 설명하고 있다. 특히 그는 보드카 벨트에 속하고 소련에 맥주 벨트가 없다는 러시아의 특성을 설명한다. 널리 퍼져 있는 독한 술 외에도 보드카 벨트는 유럽의 다른 지역에 비해 폭음 발생률이 더 높은 특징이 있다. 마찬가지로 역사가인 제프리 호스킨스(Geoffrey Hoskins)는 러시아에서 보드카 문화가 이전의 러시아 제국 국가에 미친 뚜렷한 영향에 주목하여 다른 유럽 국가와는 다른 수준에서 음주가 사회적 문제가 되었다고 지적했다.
전통적으로 보드카를 선호하는 많은 국가에서 21세기 초부터 선택하는 술로 보드카 대신에 맥주로 대체되고 있다. 핀란드와 스웨덴 거주자는 보드카보다 맥주를 두 배 더 많이 소비한다(순수 알코올 기준). 폴란드의 맥주애호가당(1991년 폴란드 하원에서 16석 획득)은 맥주를 위해 보드카를 문화적으로 포기함으로써 알코올 중독과 싸운다는 개념 위에 설립되었다. 그리고 실제로 1998년에 맥주는 폴란드에서 보드카를 능가하는 가장 인기 있는 술이 되었다.
이 용어는 2006년부터 보드카의 표준화에 대한 유럽 연합 내 "보드카 전쟁"의 맥락에서 많은 주목을 받았다. 보드카를 선호하는 국가들은 오랫 동안 확립된 생산 전통에 따라 "원산지 명칭 보호"와 유사한 브랜드 보호로서 곡물과 감자로 만든 증류주만 "보드카"로 상표를 붙일 수 있어야 한다고 주장한다. 호르스트 슈넬하르트가 제안한 "슈넬하르트 타협"은 곡물, 감자 및 당밀 이외의 원료로 만든 보드카에 대해 "~로 만든 보드카(vodka produced from)"라고 표기해야 한다고 제안했다.

## 맥주를 선호하는 국가
역사적으로 맥주를 가장 선호하는 유럽 국가는 보드카를 선호하는 국가의 남서쪽과 포도주를 선호하는 국가의 북동쪽에 위치하고 있다.
이들 국가의 지리적 위치는 맥주의 두 가지 주요 재료인 보리와 홉의 역사적인 재배 범위와 밀접한 관련이 있다. 보리는 신석기 시대에 고대 근동에서 처음으로 작물화되었다. 보리는 수천년 동안 맥주와 같은 음료를 만드는 데 사용되어 왔으며 고대부터 대부분의 유럽에서 재배되었다. 홉은 지리적으로 보다 좁게 분포되어 있으며 감자와 유사하게 습한 온대 기후를 선호한다. 원래 유럽의 "에일"(아직 게르만어에서 맥주라고 부르지 않음)은 홉 없이 생산되었으며, 홉은 동쪽으로부터 유럽으로 도입되었다. 유럽에서 홉에 대한 최초의 증거는 현재 독일의 할러타우 지역에서 서기 736년가지 거슬러 올라가지만, 독일에서 양조에 홉을 사용했다는 최초의 언급은 1079년이 되어야 등장한다.
홉의 서쪽으로의 확산 속도는 느렸으며 1524년에 이르러서야 영국에 도달했다. 아일랜드는 18세기에도 여전히 홉을 수입했다. 1752년에 더블린에만 500톤 이상의 홉이 수입되었다. 1516년에 바이에른의 맥주순수령은 맥주에서 보리, 홉, 물이 유일하게 허용 가능한 성분임을 명시(효모는 성분이 아닌 부산물로 간주됨)했다. 이것은 유럽 전역에 맥주 제조에 대한 본보기가 되었다. 비보리 맥주(예: 밀맥주)와 비홉 맥주(예: 그루이트로 향을 가미한 맥주)는 여전히 생산되지만 유럽의 대부분에서 맥주는 보리와 홉으로 양조한 술의 동의어이다. 홉이 재배되는 북쪽 범위에는 스칸디나비아 지역 대부분과 러시아(또는 스코틀랜드의 대부분)이 포함되지 않기 때문에 이들 지역은 대부분 맥주 벨트 외부에 있으며 보드카/위스키 벨트에 있다.
2012년을 기준으로 한 맥주를 선호하는 국가로는 벨기에, 아일랜드, 영국, 네덜란드, 덴마크, 독일, 오스트리아의 일부 지역, 룩셈부르크, 체코, 슬로바키아, 폴란드, 슬로베니아, 러시아 중앙 연방관구, 스위스의 북부 및 동부 주(독일어 사용), 프랑스의 알자스, 로렌, 노드파드칼레, 아르덴 주 등이 있다. 이들 프랑스 지역과 독일 남서부, 룩셈부르크 및 오스트리아의 대부분의 지역은 고급 와인의 상당한 소비와 포도 재배 지역과 상당히 겹치며 폴란드도 보드카 벨트의 일부이다.
2016년에 유네스코는 벨기에의 맥주 문화를 유네스코 무형문화유산 목록으로 등재했다.

## 포도주를 선호하는 국가
역사적으로 포도주를 가장 선호하는 유럽 국가들은 맥주나 보드카를 선호하는 국가들보다 남쪽에 위치하고 있다. 포도주 벨트는 대략 41~44°N, 30~50°N, 및 35~50/51°N에 분포하는 것으로 다양하게 정의되었다.
포도주 벨트 국가로는 스페인, 포르투갈, 이탈리아, 그리스, 조지아, 키프로스, 알바니아, 코소보, 북마케도니아, 세르비아, 몬테네그로, 크로아티아, 불가리아, 산마리노, 스위스, 루마니아, 프랑스, 러시아 남부 연방관구가 있다. 높은 평가를 받는 포도주를 생산하는 국가인 오스트리아, 헝가리, 슬로베니아는 때때로 포도주 벨트의 일부로 간주될 수 있지만 대부분 맥주 벨트와 겹치며, 통상적으로 맥주 벨트에 더 가깝다. 또한 영국 남서부(사과주를 와인 유사품으로 분류하는 경우), 저지대 국가들의 일부, 독일 남서부 및 오스트리아의 일부는 포도주 벨트 또는 중첩되는 지역에 위치하는 것으로 간주할 수 있다.
포도주 벨트에 속하는 유럽 남동부의 여러 국가에서도 다양한 과일 브랜디를 생산하며, 그 중 다수는 쭈이꺼, 라키야, 파린커와 같은 "국민 음료"로 간주된다.
유네스코는 몇몇 포도주 생산 지역을 세계유산으로 지정했다.
- 프랑스: 샹파뉴 언덕, 샴페인 하우스와 저장고
- 헝가리: 토카이 포도주 지역
- 이탈리아: 피에몬테의 포도밭 경관: 란게-로에로와 몬페라토, 판텔레리아 커뮤니티와 코넬리아노와 발도비아데네의 프로세코 언덕에서 "vite ad alberello"(머리를 가꾼 관목 덩굴)를 재배하는 전통적인 농업 관행[30]
- 포르투갈: 알토 도루 포도주 산지 및 피쿠섬의 포도밭 문화 경관
- 스위스: 라보 포도원 테라스

## 같이 보기
- 술
- 증류주
- 맥주
- 포도주
- 국민 음료 목록